# Viva la libertà
Viva la libertà is een Italiaanse filmkomedie uit 2013 onder regie van Roberto Andò.

## Verhaal
Enrico Oliveri is de leider van de grootste oppositiepartij in Italië. Hij lijdt aan een depressie en besluit op een dag om een oude geliefde in Parijs op te zoeken. Zijn persoonlijke medewerker weet de plotselinge verdwijning van Enrico stil te houden en vraagt diens tweelingbroer om zijn plaats in te nemen. Zijn tweelingbroer is echter een excentrieke filosoof die er andere politieke ideeën op nahoudt.

## Rolverdeling
- Toni Servillo: Enrico Oliveri / Giovanni Ernani
- Valerio Mastandrea: Andrea Bottini
- Valeria Bruni Tedeschi: Danielle
- Michela Cescon: Anna
- Gianrico Tedeschi: Furlan
- Eric Nguyen: Mung
- Andrea Renzi: De Bellis
- Judith Davis: Mara
- Brice Fournier: Bertrand